# Yu Dan
Yu Dan (喻 丹T, Yù DānP; Chengdu, 18 agosto 1987) è una tiratrice a segno cinese, vincitrice di una medaglia di bronzo ai Giochi olimpici di Londra 2012.

## Palmarès
Giochi olimpici
- 1 medaglia:
  - 1 bronzo (carabina 10 metri aria compressa a Londra 2012).

Campionati asiatici
- 1 medaglia:
  - 1 oro (carabina 10 metri aria compressa a Doha 2009).